# ウハステーション
ウハステーションは、アール・エフ・ラジオ日本のアニラジ番組。2012年10月2日放送開始、2015年6月30日放送終了。

## 概要
ウハウハ大放送の流れを継ぐアニソンのリクエストとトークが中心の番組であった。
しかし、制作会社であるバーディ企画が2015年6月に事業停止したため、この番組も予告なく突然の打ち切りを余儀なくされ、6月30日をもって番組が終了。バーディ企画が制作しラジオ日本で1999年5月から放送された『土曜の夜ですウハウハ大放送 アニメストリート』時代から始まった一連のシリーズは16年2か月をもって幕を閉じることとなった。

## 放送時間
- 番組開始-2015年3月:火曜日 26:00 - 26:30
- 2015年4月-番組終了:火曜日 25:30 - 26:00

## コーナー
- シアター130

## パーソナリティ
- 番組開始-2013年3月:見目舞・畠中千恵（まいとちえのウハステーション）
- 2013年4月-2014年3月:早川久美子（はやこのウハステーション）
- 2014年4月-番組終了:塩入美雪（ウハステーション）